# Visitabilidad
El concepto de Visitabilidad hace referencia al diseño de viviendas nuevas cuyo principio fundamental es que una persona que no resida en ella pero posea una discapacidad física pueda visitar la casa sin problema. 
Visitabilidad es un término importado del inglés que hace referencia al concepto de accesibilidad referido al medio físico.
Una visita requiere poder tener la capacidad para llegar a casa, entrar en su interior y usar su lavabo.
En muchos casos las casas de nueva construcción adolecen de las mismas barreras que las antiguas: escalones en cada entrada, huecos de puertas estrechos y puerta del baño que suele ser la de menor maniobrabilidad de la casa. Los partidarios de este nuevo diseño de viviendas quieren cambiar las prácticas constructivas de forma que todas ellas ofrezcan tres prestaciones para poder ser visitadas fácilmente:
1. al menos una entrada sin escalones en una ruta accesible desde una acera.
2. puertas interiores de ancho suficiente para permitir que una silla de ruedas la pueda cruzar (aproximadamente 81 cm).
3. al menos equipamiento medio de baño en la planta principal.[1]

Estas características se diseñan a partir de las necesidades de una persona con silla de ruedas, pero son igualmente útiles para personas con otro tipo de problemas de movilidad. A veces discapacidades temporales pueden crear una necesidad, por ejemplo un residente se rompe una pierna y necesita una silla de ruedas, un andador o algún otro tipo de accesorio de movilidad durante un largo período de tiempo.
Vivir permanentemente en una casa teniendo una discapacidad motora requiere dos accesorios adicionales en la planta principal: un baño completo y un dormitorio o espacio que pueda convertirse en dormitorio.
La visitabilidad es similar al diseño universal en intención general, pero se focaliza más en el campo de aplicación, al ser más específico en parámetros y más explícitamente fundamentado en una intención de reforma social.